# (1320) Импала
(1320) Импала (лат. Impala) — типичный астероид главного пояса, который был открыт 13 мая 1934 года южноафриканским астрономом Сирилом Джексоном в обсерватории Йоханнесбурга и назван в честь африканской антилопы.